# Николо Паганини
Николо Паганини (итал. Niccolò Paganini; Ђенова, 27. октобар 1782 — Ница, 27. мај 1840) био је италијански виолиниста, виолиста, гитариста и композитор. Био је најславнији виолиниста-виртуоз свога времена, а оставио је траг и као један од стубова савремене виолинске технике. Његове композиције „24 каприча за соло виолину” оп. 1 су међу његовим најпознатијим композицијама и служиле су као надахнуће за многе угледне композиторе.

## Биографија

### Детињство
Николо Паганини рођен је у Ђенови, тадашњем главном граду Републике Ђенове, 27. октобра 1782. године, као треће од шесторо деце Антонија и Терезе (рођене Бочардо) Паганини. Паганинијев отац је био неуспешан трговац, али је успео да допуни своје приходе кроз свирање музике на мандолини. У петој години, Паганини је почео да учи мандолину од свог оца, а касније је прешао на виолину, у седмој години. Његови музички таленти су брзо препознати; њима је стекао бројне стипендије за часове виолине. Млади Паганини студирао је код различитих локалних виолиниста, укључујући Ђованија Сервета и Ђакома Косте, али је његов напредак брзо превазишао њихове способности. Николо је вредно учио и вежбао развијајући свој таленат, а 31. јула 1795. године одржао је свој први концерт у позоришту „Сант Агостини“ у Ђенови како би сакупио новац за даље школовање у Парми. Након изузетног концерта испуњеног Николовим варијацијама више познатих дела, Паганини и његов отац су отпутовали у Парму да траже даља упутства од Алесандра Роле. Међутим, након што је одслушао Паганинијево свирање, Рола га је одмах упутио код свог учитеља Фердинанда Паера, а касније и код Паеровог властитог учитеља, Гаспара Гиретија. Иако Паганини није остао дуго са Паером или Гиретијем, они су имали знатан утицај на његов стил компоновања. Ускоро се вратио у родну Ђенову и почео да изучава хармонију и контрапункт.

### Рана каријера
Французи су у марту 1796. извршили инвазију на северну Италију, и Ђенова није била поштеђена. Паганинијеви су потражили уточиште на свом сеоском имању у Ромајрону, близу Болцанета. У том периоду се сматра да је Паганини развио свој однос са гитаром. Он је савладао је гитару, али је више волео да је свира на ексклузивно интимним, а не на јавним концертима. Касније је гитару описао као свог „сталног пратиоца“ на својим концертним турнејама. До 1800. године, Паганини и његов отац су отпутовали у Ливорно, где је Паганини свирао на концертима, а његов отац је наставио да ради на поморству. Године 1801, осамнаестогодишњи Паганини је постављен за прву виолину Републике Луке, али значајан део његовог прихода долази од хонорарног рада. Његовој слави као виолинисте пратила је само репутација коцкара и женскароша.

### Путујући виртуоз
У наредних неколико година, Паганини се вратио турнејама у областима око Парме и Ђенове. Иако је био веома популаран међу домаћом публиком, још увек није био превише познат у остатку Европе. Његов први продор дошао је са концертом из 1813. у Ла Скали у Милану. Концерт је био велики успех. Као резултат тога, Паганини је почео да привлачи пажњу других истакнутих, иако конзервативнијих, музичара широм Европе. Његови рани сусрети са Шарлом Филипом Лафонтом и Лујем Спором створили су интензивно ривалство. Његове концертне активности, међутим, остале су ограничене на Италију наредних неколико година.
Папа Лав XII је 1827. одликовао Паганинија Орденом златне мамузе. Његова слава се проширила широм Европе концертном турнејом која је започела у Бечу у августу 1828, заустављајући се у свим већим европским градовима у Немачкој, Пољској и Бохемији до фебруара 1831. у Стразбуру. Уследиле су турнеје у Паризу и по Британији. Његова техничка способност и његова спремност да то прикаже добили су много позитивних критика. Поред сопствених композиција, тема и варијација које су биле најпопуларније, Паганини је изводио и модификоване верзије дела (пре свега концерата) које су написали његови рани савременици, као што су Родолф Кројцер и Ђовани Батиста Виоти.
Паганинија су путовања такође довела у контакт са еминентним гитаристичким виртуозима тог времена, укључујући Фердинанда Карулија у Паризу и Маура Ђулијанија у Бечу. Али ово искуство га није инспирисало да свира јавне концерте са гитаром, те су чак и наступи његових сопствених гитарских трија и квартета били приватни до те мере да су били иза затворених врата.

### Касна каријера и погоршање здравља
Током свог живота, Паганинију нису биле непознате хроничне болести. Иако не постоји дефинитиван медицински доказ, сматрало се да је био погођен Марфановим синдромом или Елерс-Данлосовим синдромом. Поред тога, његов фреквентан распоред концерата, као и екстравагантан начин живота, утицали су на његово здравље. Дијагнозиран му је сифилис још 1822. године, а његов лек, који је укључивао живу и опијум, имао је озбиљне физичке и психичке нежељене ефекте. Године 1834, док је још био у Паризу, лечио се од туберкулозе. Иако је опоравак био прилично брз, после болести каријеру су му кварила честа отказивања због разних здравствених проблема, од прехладе до депресије, која је трајала од неколико дана до месеци.

## Политичке прилике
У то доба Наполеонова освајања мењају политичке прилике у Ђенови, а 1800. године заузимају је Аустријанци, након чега следи опсада енглеске флоте. Паганини одлучује да се удаљи из Ђенове и почне са одржавањем концерата широм Италије. На њима исказује све своје умеће, склоност музичким и техничким акробацијама на инструменту којим је више него суверено владао. Године 1805, на сопствени захтев, Паганини постаје први виолиниста Националног републиканског оркестра, а недуго затим и други виолиниста на двору Елизе Бонапарте, владарке кнежевине Луке. Елиза се, видевши са каквом страшћу Николо свира, заљубила у њега, али је та љубав остала скривена. У то доба, Паганини компонује без предаха - настаје четрдесетак соната за виолину и гитару. Након пресељења двора у Фиренцу 1809. године и свађе са Елизом, Паганини напушта двор и нестаје из јавног живота.

## „Ђавољи виолиниста“
Будући да је дивљење често на самој граници зависти, Паганинијеве виолинске чаролије су међу његовим љубоморним и празноверним савременицима ипак биле „објашњене“ тиме да је Паганини „у дослуху са самим ђаволом“. Такође, запазили су и његову опседнутост смрћу и мртвима и да је своју инспирацију често проналазио на гробљима. Упркос својој мршавој и бледој појави оштрих црта лица и често рашчупане косе и бројним интригама које су пратиле његов несумњив таленат, недокучив друштву онога доба, Паганини је ипак уживао велики углед и поштовање, а жене су га напросто опседале. Ипак, како је био и напрасит, болесно љубоморан и тешке нарави, ретко ко га је истински разумео и био спреман да подноси све његове успоне и падове. Наредних неколико година о њему се готово ништа не зна, поготово што се у то време све више афирмише оперска музика. Након више разних афера, Паганини се коначно поново појављује на подијуму позоришта „Ла скала“ где изводи неколико својих композиција којима постиже незапамћени успех својом изванредном виртуозношћу и свирачком техником. Од тада почиње Паганинијев вртоглави успон. „Његово гудало је час ђаволско, час анђеоско“, коментарисао је дневник „Коријере дела даме“. Неколико година касније, Паганини је већ постао богат.
Николо није био човек који је могао да се дуже време скраси на једном месту. Мењао је сапутнице, места пребивалишта, градове. Наступајући широм земље, био је и приморан да се непрестано сели. Међутим, у зиму 1820. године Никола сустиже исцрпљеност, слабост и први знаци сифилиса који ће га две деценије касније и отерати у гроб. Полако остаје без вида, али не и без воље и наде да живи и свира и припрема свој велики повратак на сцену. Упознаје се са младом певачицом Антонијом Бјанки, која му у јулу 1825. године рађа сина Акилеа, једину праву љубав Паганинијевог живота. Након растанка са Антонијом, Паганини свуда са собом води сина и грчевито се бори за старатељство над њим.

## „Освајање Европе“
Године 1827, Паганини започиње освајање Европе. Поново компонује и наступа, али и дефинитивно нарушава своје начето здравље. После невиђеног одушевљења у Бечу где је од цара Фрањe I добио и Орден камерног виртуоза, Паганини наставља да наступа широм Европе. Ипак, како болест напредује, све му је теже да наступа и у паузи између концерата посећује бање и лечилишта, не престајући да путује, компонује и свира. Пруски краљ га проглашава за првог концертног мајстора, а од руског цара у Варшави 1829. године добија и брилијантски прстен. Широм Европе слушање Паганинијевих концерата постаје монденска обавеза - крунисане главе, принчеви, грофови, уметници, сви су хрлили да би чули чудесног Италијана. Следи и турнеја по Енглеској, цена улазница за његове концерте астрономски расте и упркос томе Паганини одржава више од 150 концерата најпосећенијих у историји. Међутим, све болеснији, враћа се у Парму где купује вилу „Гајоне“ и наставља да одржава локалне концерте. Ускоро добија и старатељство над сином, али и осећа да му је животна снага на измаку. 16. јуна 1837. године у Торину Паганини одржава последњи концерт у животу. Последње године живота Паганини проводи у Паризу и Ници са сином. У његовом наручју издахнуо је 27. маја 1840. године. Сахрана виолинисте познатог под надимком „ђаволски“ била је забрањена на гробљу, што је преиначено 4 године касније. На парманском гробљу Паганини је међутим сахрањен тек 36 година касније, где његове кости и данас почивају.